# Vitaly Fedortchouk
Pour les articles homonymes, voir Fedortchouk.
Vitaly Vassilievitch Fedortchouk (en russe : Виталий Васильевич Федорчук), né le 27 décembre 1918 dans la région de Kiev et mort le 29 février 2008 à Moscou, est un général de l'armée, responsable des services de renseignement de l'Union soviétique. Membre du Parti communiste de l'Union soviétique depuis 1940, il finit sa carrière en 1982 comme directeur-général (« Président ») du KGB.

## Carrière
Il suit en 1938 les cours de l'université militaire de Kiev, et entre début 1939 à l'école du NKVD.
Il est nommé, en mars 1939, au poste d'assistant de l'officier opérationnel du contre-espionnage militaire NKVD pour la région militaire de l'Oural, puis en juin 1939, chef-adjoint du contre-espionnage militaire (Osobii Otdél) NKVD de la 82e Division d'infanterie de l'armée rouge. Il participe à ce titre à la célèbre bataille de Khalkhin Gol qui se conclut par la défaite des Japonais. Il prend part à la Seconde Guerre mondiale contre la Wehrmacht, et est blessé dans le secteur de Mojaïsk (sud-ouest de Moscou) au cours de la bataille.
Remis sur pied en mars 1942, Fedortchouk est nommé chef du contre-espionnage militaire du NKVD pour la 92e brigade de chars, et il participe aux combats sur les fronts de Kalinine et du front Ouest. Nommé en 1943 chef-adjoint du SMERSH pour la garnison de Iaroslavl, puis en mai 1944, chef du SMERSH pour la garnison de Kalinine. Nommé en 1949 chef de section a la Direction du  MGB (Ministère de la Sécurité d'État) pour la région militaire de Moscou, puis il occupe le même poste en 1950 dans le groupe central des forces soviétiques en Autriche. 
À partir de 1953, no 2 du MGB-MVD-KGB dans le groupe de Forces soviétiques en Autriche, jusqu'au retrait de l'armée soviétique. De 1955 à 1963, vice-directeur, puis directeur du Osobii Otdél pour la région militaire de Moscou. Numéro deux de la Direction du KGB dans le groupe des Forces soviétiques en Allemagne (il est alors en RDA) puis nommé en 1966-1967 patron des Forces soviétiques en Allemagne. Nommé chef du Contre-espionnage militaire du KGB (3e direction du KGB) à partir de 1967. Nommé en juillet 1970 chef du KGB pour la région militaire d'Ukraine.
Fedortchouk est nommé directeur du KGB en mai 1982, à la suite de l'élection de Iouri Andropov au poste de Président du Politburo et secrétaire général du Comité central du PCUS. Le 17 décembre 1982, Fedortchouk est déchargé de cette fonction de directeur du KGB et nommé Ministre de l'Intérieur (MVD), il succède à ce poste à Nikolaï Chtchelokov. Il est évincé de tout poste opérationnel lorsqu'il est nommé, en 1986, inspecteur général du ministère de la Défense, jusqu'à ce que ce poste soit supprimé en 1991 lors de la disparition de l'Union soviétique.
Mort à Moscou, il est inhumé au cimetière Golovinskoïe.

## Appréciations
Fedortchouk n'a pas laissé un bon souvenir en Ukraine et au sein du KGB. 
Quand il a dirigé la Direction du KGB d'Ukraine, il s'est distingué en faisant augmenter les effectifs de son service et en portant des coups extrêmement durs aux nationalistes et aux dissidents. Certains officiers du KGB, comme le chef du KGB en Pologne Vitaly Pavlov critiquent Fedortchouk. Pavlov se rappelle un Fedortchouk qui n'émettait aucune proposition à ses homologues polonais, tandis que d'autres décrivent surtout sa brutalité et sa méconnaissance du fonctionnement du renseignement extérieur (Fedortchouk ne comprenait pas pourquoi les officiers du KGB à l'étranger devaient apprendre les langues étrangères, estimant qu'il suffisait que l'officier du KGB prenne avec lui un traducteur).

## Distinctions
- Ordre de l'Étoile rouge
- Ordre de la Guerre patriotique
- Ordre de la révolution d'Octobre, 1971
- Ordre de Lénine, 1977
- Ordre de Sukhe Bator
- Ordre Polonia Restituta
- Médaille pour la victoire sur l'Allemagne dans la Grande Guerre patriotique de 1941-1945
- Médaille pour la Défense de Moscou
- Ordre du Drapeau rouge du Travail

## Sources
- Encyclopédie des services secrets russes
- Les dirigeants polonais du point de vue d'un espion. Vitaly Pavlov.